# دهنه عباسعلی
دهنه عباسعلی، روستایی در دهستان گاوکان بخش رحمت‌آباد شهرستان ریگان در استان کرمان ایران است. این روستا، مرکز دهستان گاوکان است.

## جمعیت
بر پایه سرشماری عمومی نفوس و مسکن در سال ۱۳۹۵، جمعیت این روستا برابر با ۵۳۹ نفر (۱۲۰ خانوار) بوده است.